# Carter Mazur
Pour les articles homonymes, voir Mazur.
Carter Mazur (né le 28 mars 2002 à Jackson, État du Michigan) est un joueur professionnel américain de hockey sur glace. Il évolue au poste d'attaquant.

## Biographie

### Carrière en club
Mazur commence sa carrière junior avec le Storm de Tri-City dans l'USHL en 2018-2019. Il est choisi au 3e tour, en 70e position par les Red Wings de Détroit lors du repêchage d'entrée dans la LNH 2021. De 2021 à 2023, il poursuit un cursus universitaire à l'Université de Denver. Il évolue deux saisons avec les Pioneers de Denver et remporte le championnat NCAA en 2022. En 2023, il joue ses premiers matchs professionnels avec les Griffins de Grand Rapids, club-école des Red Wings dans la Ligue américaine de hockey. Il joue son premier match dans la Ligue nationale de hockey avec les Red Wings le 6 mars 2025 face au Club de hockey de l'Utah au cours duquel il se blesse rapidement.

### Carrière internationale
Il représente les États-Unis au niveau international. Il prend part aux sélections jeunes.

## Trophées et honneurs personnels

### NCHC
- 2021-2022 : nommé dans l'équipe des recrues.
- 2021-2022 : nommé recrue de la saison.

## Statistiques

### En club
| Saison    | Équipe                   | Ligue |                   | Saison régulière  | Saison régulière  | Saison régulière  | Saison régulière  | Saison régulière |   | Séries éliminatoires | Séries éliminatoires | Séries éliminatoires | Séries éliminatoires | Séries éliminatoires |
| Saison    | Équipe                   | Ligue | PJ                | B                 | A                 | Pts               | Pun               | PJ               | B | A                    | Pts                  | Pun                  |                      |                      |
| 2018-2019 | Storm de Tri-City        | USHL  | 1                 | 0                 | 0                 | 0                 | 0                 | -                | - | -                    | -                    | -                    |                      |                      |
| 2019-2020 | Storm de Tri-City        | USHL  | 47                | 6                 | 7                 | 13                | 49                | -                | - | -                    | -                    | -                    |                      |                      |
| 2020-2021 | Storm de Tri-City        | USHL  | 47                | 20                | 24                | 44                | 37                | 3                | 1 | 1                    | 2                    | 4                    |                      |                      |
| 2021-2022 | Pioneers de Denver       | NCHC  | 41                | 14                | 24                | 38                | 44                | -                | - | -                    | -                    | -                    |                      |                      |
| 2022-2023 | Pioneers de Denver       | NCHC  | 40                | 22                | 15                | 37                | 32                | -                | - | -                    | -                    | -                    |                      |                      |
| 2022-2023 | Griffins de Grand Rapids | LAH   | 6                 | 3                 | 3                 | 6                 | 0                 | -                | - | -                    | -                    | -                    |                      |                      |
| 2023-2024 | Griffins de Grand Rapids | LAH   | 60                | 17                | 20                | 37                | 48                | 9                | 3 | 5                    | 8                    | 18                   |                      |                      |
| 2024-2025 | Griffins de Grand Rapids | LAH   | Saison en cours ? | Saison en cours ? | Saison en cours ? | Saison en cours ? | Saison en cours ? |                  |   |                      |                      |                      |                      |                      |
| 2024-2025 | Red Wings de Détroit     | LNH   | Saison en cours ? | Saison en cours ? | Saison en cours ? | Saison en cours ? | Saison en cours ? |                  |   |                      |                      |                      |                      |                      |

### En équipe nationale
| Année | Compétition                 |    | PJ | B | A | Pts | Pun | +/-             |  | Résultat |
| 2022  | Championnat du monde junior | 5  | 5  | 2 | 7 | 0   | +1  | Cinquième place |  |          |
| 2023  | Championnat du monde        | 10 | 1  | 3 | 4 | 6   | +9  | Quatrième place |  |          |